# Morto da Feltre
Morto da Feltre (né à Feltre vers 1480 et mort à Venise en 1527) de son vrai nom Pietro Luzzo, Pietro Luci  ou Lorenzo Luzzo est un peintre italien de l'école vénitienne entre le XVe et le XVIe siècle.
Il est aussi connu sous le nom de  Zarato ou Zarotto, par le lieu de sa mort ou peut-être par son père, chirurgien à Zara.